# Voetbalelftal van Bosnië en Herzegovina in 2015
Het voetbalelftal van Bosnië en Herzegovina speelde in totaal negen officiële interlands in het jaar 2015, waaronder acht wedstrijden in de kwalificatiereeks voor de EK-eindronde 2016 in Frankrijk. De selectie stond onder leiding van bondscoach en oud-international Mehmed Baždarević. Op de in 1993 geïntroduceerde FIFA-wereldranglijst steeg Bosnië en Herzegovina in 2015 van de 29ste (januari 2015) naar de 22ste plaats (december 2015).

## Balans
| Wedstrijden | Wedstrijden | Wedstrijden | Wedstrijden | Doelpunten | Doelpunten | Doelpunten | Punten |
| Gespeeld    | Winst       | Gelijk      | Verlies     | Voor       | Tegen      | Saldo      | Punten |
| ----------- | ----------- | ----------- | ----------- | ---------- | ---------- | ---------- | ------ |
| 9           | 5           | 2           | 2           | 17         | 10         | +7         | 1.333  |

## Interlands
|                                                             |         |                                              |                |                                                                                        |
| 28 maart EK-kwalificatie № 177 «onderlinge duels» 20:45 uur | Andorra | 0 – 3                                        | Bosnië en Her. | Estadi Nacional, Andorra la Vella Toeschouwers: 2.498 Scheidsrechter: István Vad (HUN) |
| 28 maart EK-kwalificatie № 177 «onderlinge duels» 20:45 uur |         | 13' Edin Džeko 49' Edin Džeko 62' Edin Džeko |                | Estadi Nacional, Andorra la Vella Toeschouwers: 2.498 Scheidsrechter: István Vad (HUN) |

|                                                               |                |       |                   |                                                                                      |
| 31 maart Vriendschappelijk № 178 «onderlinge duels» 19:30 uur | Oostenrijk     | 1 – 1 | Bosnië en Her.    | Ernst-Happel-Stadion, Wenen Toeschouwers: 48.500 Scheidsrechter: Libor Kovařik (CZE) |
| 31 maart Vriendschappelijk № 178 «onderlinge duels» 19:30 uur | Marc Janko 34' |       | 48' Izet Hajrović | Ernst-Happel-Stadion, Wenen Toeschouwers: 48.500 Scheidsrechter: Libor Kovařik (CZE) |

|                                                  |                                                       |       |                  |                                                                              |
| 12 juni EK-kwalificatie № 179 «onderlinge duels» | Bosnië en Herz.                                       | 3 – 1 | Israël           | Bilino Polje, Zenica Toeschouwers: 13.000 Scheidsrechter: Ruddy Buquet (FRA) |
| 12 juni EK-kwalificatie № 179 «onderlinge duels» | Edin Višća 42' Edin Džeko 45+2' (pen.) Edin Višća 75' |       | 41' Tal Ben-Haim | Bilino Polje, Zenica Toeschouwers: 13.000 Scheidsrechter: Ruddy Buquet (FRA) |

|                                                      |                                                                  |       |                |                                                                                         |
| 3 september EK-kwalificatie № 180 «onderlinge duels» | België                                                           | 3 – 1 | Bosnië en Her. | Koning Boudewijnstadion, Brussel Toeschouwers: 42.975 Scheidsrechter: Jorge Sousa (POR) |
| 3 september EK-kwalificatie № 180 «onderlinge duels» | Marouane Fellaini 23' Kevin De Bruyne 43' Eden Hazard 78' (pen.) |       | 15' Edin Džeko | Koning Boudewijnstadion, Brussel Toeschouwers: 42.975 Scheidsrechter: Jorge Sousa (POR) |

|                                                      |                                                   |       |         |                                                                              |
| 6 september EK-kwalificatie № 181 «onderlinge duels» | Bosnië en Herz.                                   | 3 – 0 | Andorra | Bilino Polje, Zenica Toeschouwers: 7.000 Scheidsrechter: Arnold Hunter (NIR) |
| 6 september EK-kwalificatie № 181 «onderlinge duels» | Ermin Bičakčić 14' Edin Džeko 30' Senad Lulić 45' |       |         | Bilino Polje, Zenica Toeschouwers: 7.000 Scheidsrechter: Arnold Hunter (NIR) |

|                                                               |                                    |       |       |                                                                                 |
| 10 oktober EK-kwalificatie № 182 «onderlinge duels» 20:45 uur | Bosnië en Herz.                    | 2 – 0 | Wales | Bilino Polje, Zenica Toeschouwers: 12.000 Scheidsrechter: Alberto Undiano (ESP) |
| 10 oktober EK-kwalificatie № 182 «onderlinge duels» 20:45 uur | Milan Đurić 71' Vedad Ibišević 90' |       |       | Bilino Polje, Zenica Toeschouwers: 12.000 Scheidsrechter: Alberto Undiano (ESP) |

|                                                               |                                              |       |                                                           |                                                                                    |
| 13 oktober EK-kwalificatie № 183 «onderlinge duels» 20:45 uur | Cyprus                                       | 2 – 3 | Bosnië en Her.                                            | New GSP Stadium, Nicosia Toeschouwers: 17.687 Scheidsrechter: Anthony Taylor (ENG) |
| 13 oktober EK-kwalificatie № 183 «onderlinge duels» 20:45 uur | Kostas Haralambidis 32' Nestoras Mytidis 41' |       | 13' Haris Medunjanin 44' Haris Medunjanin 67' Milan Đurić | New GSP Stadium, Nicosia Toeschouwers: 17.687 Scheidsrechter: Anthony Taylor (ENG) |

|                                                                |                 |       |                  |                                                                             |
| 13 november EK-kwalificatie № 184 «onderlinge duels» 20:45 uur | Bosnië en Herz. | 1 – 1 | Ierland          | Bilino Polje, Zenica Toeschouwers: 15.000 Scheidsrechter: Felix Brych (GER) |
| 13 november EK-kwalificatie № 184 «onderlinge duels» 20:45 uur | Edin Džeko 85'  |       | 82' Robbie Brady | Bilino Polje, Zenica Toeschouwers: 15.000 Scheidsrechter: Felix Brych (GER) |

|                                                                |                                                  |       |                |                                                                                |
| 16 november EK-kwalificatie № 185 «onderlinge duels» 20:45 uur | Ierland                                          | 2 – 0 | Bosnië en Her. | Aviva Stadium, Dublin Toeschouwers: 51.000 Scheidsrechter: Björn Kuipers (NED) |
| 16 november EK-kwalificatie № 185 «onderlinge duels» 20:45 uur | Jonathan Walters 24' (pen.) Jonathan Walters 70' |       |                | Aviva Stadium, Dublin Toeschouwers: 51.000 Scheidsrechter: Björn Kuipers (NED) |

## FIFA-wereldranglijst
| JAN | FEB | MAR | APR | MEI | JUN | JUL | AUG | SEP | OKT | NOV | DEC |
| --- | --- | --- | --- | --- | --- | --- | --- | --- | --- | --- | --- |
| 29  | 30  | 30  | 31  | 32  | 32  | 26  | 28  | 30  | 30  | 20  | 22  |

## Statistieken
| Asmir Begović    | 1987-06-20 | Chelsea          | 9 | 0 | 0 | 47 | 0  |
| Verdediging      |            |                  |   |   |   |    |    |
| Emir Spahić      | 1980-08-18 | Hamburger SV     | 9 | 0 | 0 | 86 | 3  |
| Mensur Mujdža    | 1984-03-28 | SC Freiburg      | 7 | 0 | 0 | 37 | 0  |
| Ervin Zukanović  | 1987-02-11 | AS Roma          | 6 | 0 | 0 | 12 | 0  |
| Ognjen Vranješ   | 1989-10-24 | Sporting Gijón   | 5 | 1 | 0 | 21 | 0  |
| Muhamed Bešić    | 1992-09-10 | Everton          | 4 | 2 | 0 | 23 | 0  |
| Toni Šunjić      | 1988-12-15 | VfB Stuttgart    | 4 | 2 | 0 | 20 | 0  |
| Sead Kolašinac   | 1993-06-20 | Schalke 04       | 4 | 0 | 0 | 10 | 0  |
| Ermin Bičakčić   | 1990-01-24 | TSG Hoffenheim   | 2 | 2 | 1 | 14 | 2  |
| Edin Cocalić     | 1987-12-05 | KV Mechelen      | 2 | 2 | 0 | 4  | 0  |
| Avdija Vršajević | 1986-03-06 | Osmanlıspor      | 1 | 0 | 0 | 16 | 1  |
| Middenveld       |            |                  |   |   |   |    |    |
| Miralem Pjanić   | 1990-04-02 | AS Roma          | 9 | 0 | 0 | 65 | 9  |
| Senad Lulić      | 1986-01-18 | Lazio Roma       | 8 | 0 | 1 | 47 | 2  |
| Edin Višća       | 1990-02-17 | İstanbul B.      | 7 | 0 | 2 | 22 | 2  |
| Haris Medunjanin | 1985-03-08 | Maccabi Tel-Aviv | 5 | 1 | 2 | 47 | 7  |
| Anel Hadžić      | 1989-08-16 | Eskişehirspor    | 2 | 2 | 0 | 10 | 0  |
| Sejad Salihović  | 1984-10-08 | Guizhou Renhe    | 1 | 1 | 0 | 47 | 4  |
| Semir Štilić     | 1987-10-08 | APOEL Nicosia    | 0 | 1 | 0 | 8  | 0  |
| Tino-Sven Sušić  | 1992-02-13 | Hajduk Split     | 0 | 1 | 0 | 8  | 0  |
| Sanjin Prcić     | 1993-11-20 | AC Perugia       | 0 | 1 | 0 | 4  | 0  |
| Mario Vrančić    | 1989-05-23 | SV Darmstadt 98  | 0 | 1 | 0 | 1  | 0  |
| Aanval           |            |                  |   |   |   |    |    |
| Edin Džeko       | 1986-03-17 | AS Roma          | 7 | 0 | 7 | 76 | 45 |
| Vedad Ibišević   | 1984-08-06 | Hertha BSC       | 5 | 4 | 1 | 71 | 25 |
| Izet Hajrović    | 1991-08-04 | SD Eibar         | 1 | 3 | 1 | 18 | 3  |
| Ermin Zec        | 1988-02-18 | Qəbələ PFK       | 1 | 0 | 0 | 10 | 1  |
| Milan Đurić      | 1990-05-22 | AC Cesena        | 0 | 6 | 2 | 6  | 2  |

N/FS BiH · A-internationals · Bondscoaches · Statistieken · Bosnisch vrouwenelftal · Bosnië U23 · Bosnië U21 · Bosnië U19 · Bosnië U18 · Bosnië U17 · Bosnië U16
1995 – 1999 ·
2000 – 2009 ·
2010 – 2019 ·
2020 − 2029
WK 2014
1995 · 
1996 · 
1997 · 
1998 · 
1999 · 
2000 · 
2001 · 
2002 · 
2003 · 
2004 · 
2005 · 
2006 · 
2007 · 
2008 · 
2009 · 
2010 · 
2011 · 
2012 · 
2013 · 
2014 · 
2015 · 
2016 · 
2017 · 
2018 ·
2019 ·
2020 ·
2021 ·
2022 ·
2023 ·
2024
Albanië ·
Algerije ·
Andorra ·
Argentinië ·
Armenië ·
Azerbeidzjan ·
Bahrein ·
Bangladesh ·
België ·
Brazilië · 
Bulgarije ·
Chili ·
China ·
Costa Rica ·
Cyprus ·
Denemarken ·
Duitsland ·
Egypte ·
Engeland ·
Estland ·
Faeröer ·
Finland ·
Frankrijk ·
Georgië ·
Ghana ·
Gibraltar ·
Griekenland ·
Hongarije ·
Ierland · 
IJsland ·
Indonesië ·
Iran ·
Israël ·
Italië ·
Ivoorkust ·
Japan ·
Joegoslavië · 
Jordanië ·
Kazachstan ·
Koeweit ·
Kroatië ·
Letland ·
Liechtenstein ·
Litouwen ·
Luxemburg ·
Maleisië ·
Malta ·
Mexico ·
Moldavië ·
Montenegro ·
Nederland ·
Nigeria ·
Noord-Ierland ·
Noord-Macedonië ·
Noorwegen ·
Oekraïne ·
Oezbekistan ·
Oman ·
Oostenrijk ·
Paraguay ·
Polen ·
Portugal ·
Qatar ·
Roemenië ·
San Marino ·
Schotland ·
Senegal ·
Servië en Montenegro ·
Slovenië ·
Slowakije ·
Spanje ·
Tsjechië ·
Tunesië · 
Turkije ·
Verenigde Staten · 
Vietnam ·
Wales ·
Wit-Rusland ·
Zimbabwe ·
Zuid-Korea ·
Zweden ·
Zwitserland
Argentinië (2014) ·
Iran (2014) ·
Nigeria (2014)